# アゼルバイジャン鉄道
アゼルバイジャン鉄道（アゼルバイジャン語: Azərbaycan Dəmir Yolları）はアゼルバイジャンの国有鉄道である。全長は2,918km、軌間は1,520mmである。

## 概要
全長2,918kmのうち単線区間は2,117km、複線区間は815kmである。総延長の43%に当たる1,272kmが電化されている。
設備の老朽化が進んでおり改修が必要とされているが、トルコからグルジアを経てアゼルバイジャンに至るバクー＝トビリシ＝カルス鉄道の建設工事に合わせて改良が見込まれている。

## 歴史

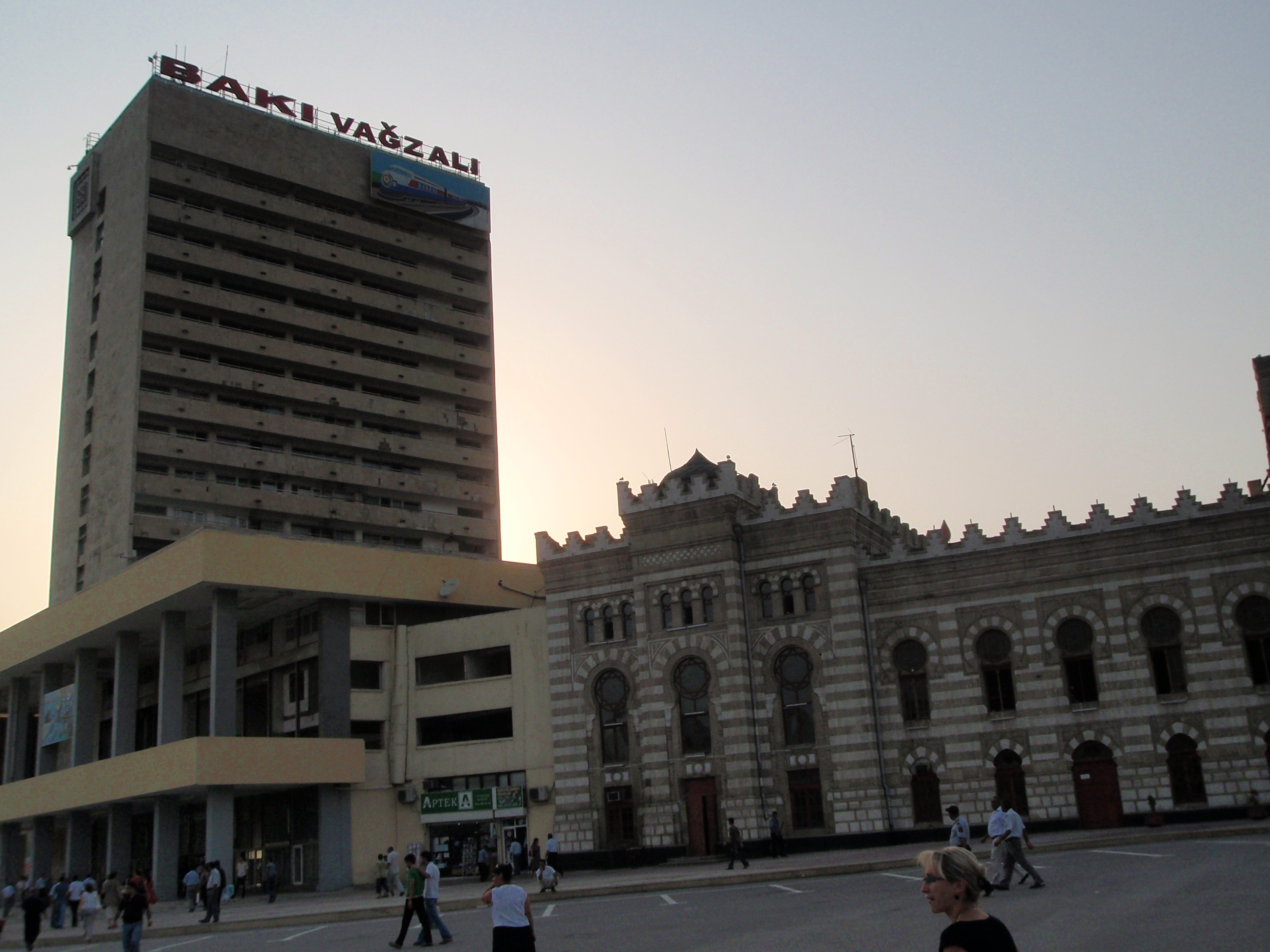
バクー旅客駅

### ロシア帝国時代
アゼルバイジャン最初の鉄道は1880年に開業したバクー旅客駅から郊外のサブンチュおよびスラハニを結ぶ路線である。続いて長距離路線としては1883年にはバクーからトビリシに至る路線が、1900年にはバクーからデルベント・マハチカラ方面に向かう路線が開業した。1908年にはアルメニアのアララトからナヒチェヴァンのシャルルおよびジュルファに至る鉄道が開通した。

### ソビエト連邦時代
水力発電による電力が豊富に存在したことからソビエト連邦成立後早くから電化が開始された。1926年にはバクー - サブンチュ間が電化され、ソ連初の電化区間となった。当初は直流1,200Vによる電化であったが、後に直流3,000Vに昇圧された。
1924年にはバクーから南に向かいアリャートおよびネフトチャラに至る路線が、1941年にはホラディズからミンジヴァンおよびアルメニア共和国のカパンを経てナヒチェヴァン自治共和国のジュルファに至る路線が開通した。これによってナヒチェヴァンからアゼルバイジャン本土への鉄道での移動が可能になった。同年にはサルヤンからイランとの国境のアスタラまでの路線も開通した。

### アゼルバイジャン独立後

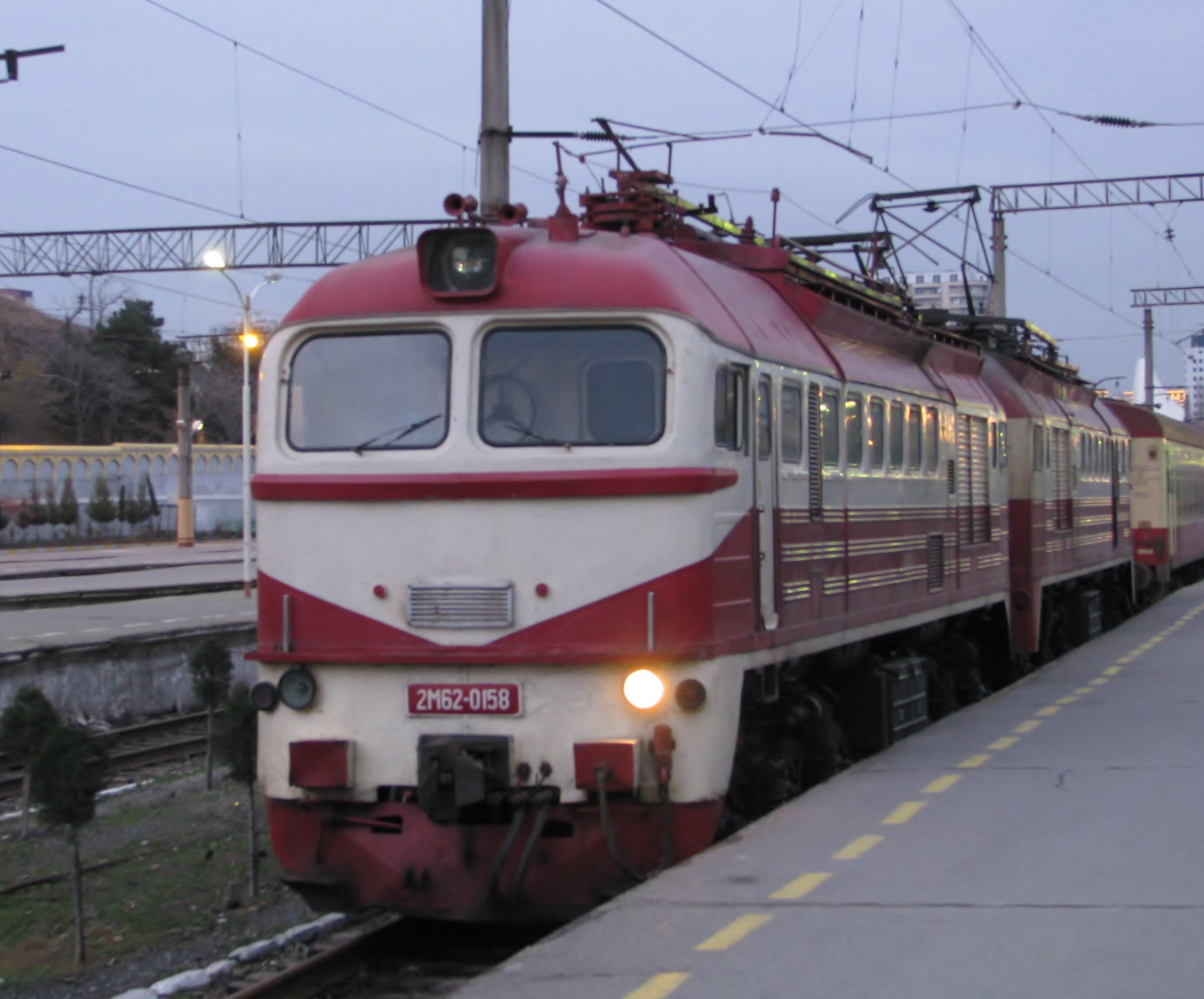
旧型のM62電気機関車

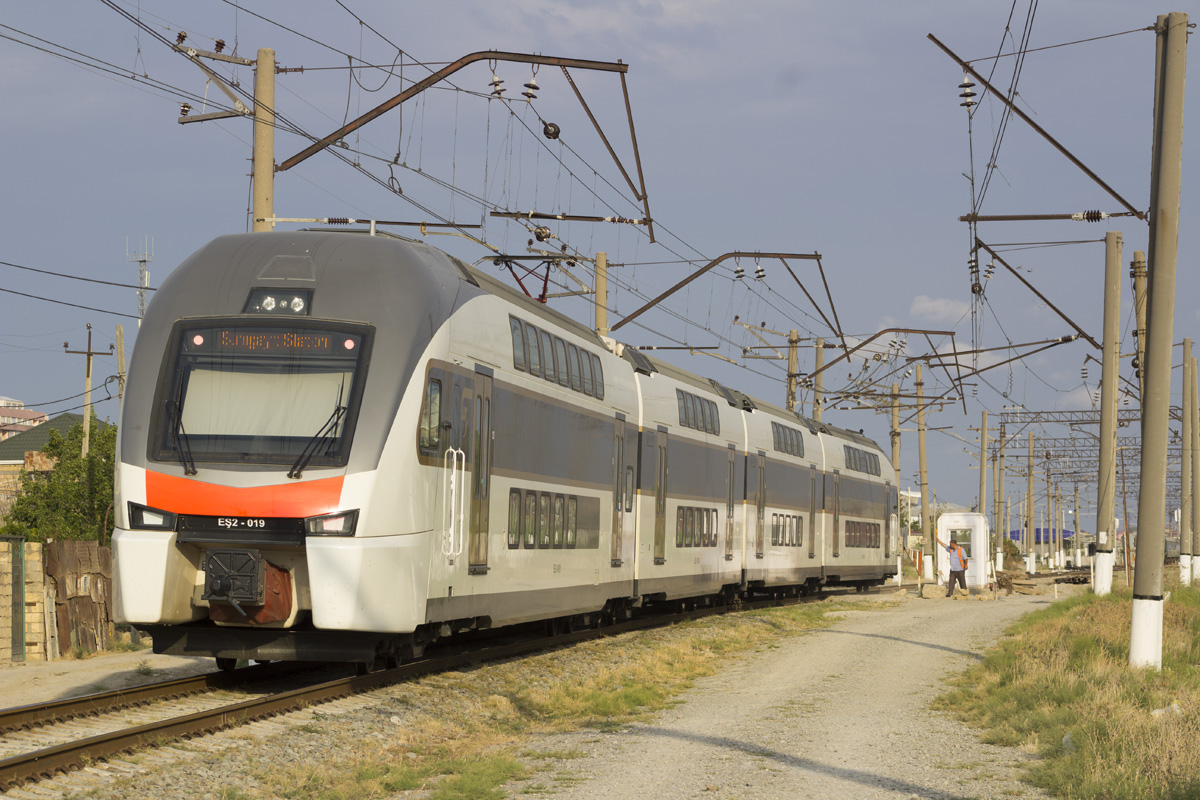
シュタッドラーKISS

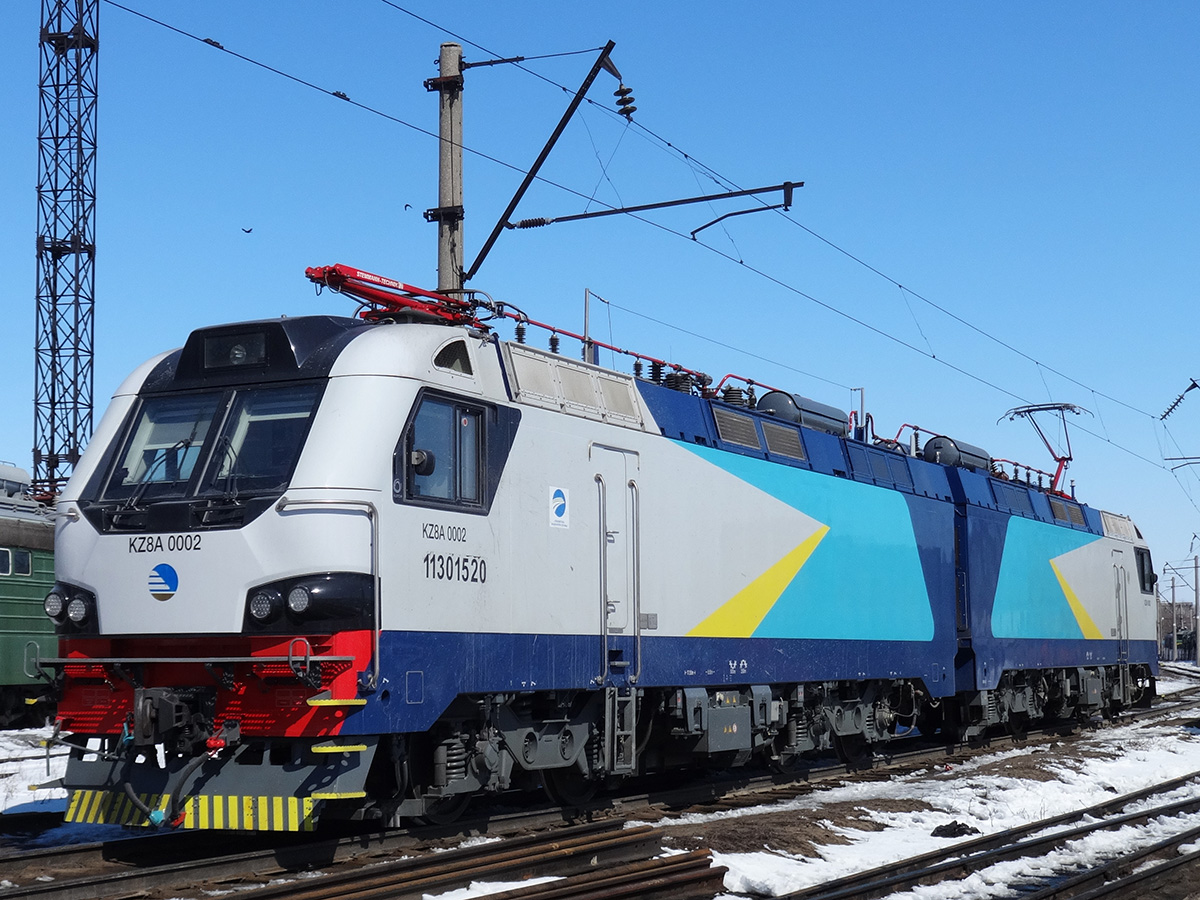
アルストムKZ8A電気機関車

ソビエト連邦の崩壊後のナゴルノ・カラバフ戦争により、ナゴルノ・カラバフを含むアルメニアに占領された地域の鉄道（総延長240.4km）が寸断され、両国間の国際列車も運行が休止された。その結果、アゼルバイジャン本土とナヒチェヴァンの間の鉄道での移動は不可能になったほか、イランからナヒチェヴァンを経てアゼルバイジャン本土へ向かう列車も廃止された。これに伴いイランからアゼルバイジャンへの列車はナヒチェヴァンにのみ運行されている。他の国際列車はロシアおよびジョージアとの間に存在する。
貨物輸送ではカスピ海沿岸のバクーから黒海沿岸のバトゥミまで石油輸送が行われている。アゼルバイジャン鉄道の重要な資金源にもなっており、1999年には貨物輸送が全体の収益の21%を占めた。
2017年10月30日にはトルコ、ジョージア、アゼルバイジャンの3カ国を結ぶバクー＝トビリシ＝カルス鉄道が開通した。アゼルバイジャン領内では新線建設は行われないものの、老朽化した設備の近代化が進められている。2015年にはシュタッドラー・レール社製の二階建て車両"KISS"が導入されたほか、同年には貨物向けにアルストム社製のKZ8A電気機関車の導入も開始された。

## 国境

コーカサス三国の鉄道路線図

- ロシア：国境通過可能、同一軌間（1520mm）
- グルジア：国境通過可能、同一軌間（1520mm）
- アルメニア：国境閉鎖中（ナゴルノ・カラバフ戦争以来の両国間の対立のため）
- イラン：国境通過可能、異軌間（1,435mm）、ナヒチェヴァンのジュルファとの間の鉄道橋のみであるが、現在はアゼルバイジャン本土との間を直接結ぶ鉄道も建設中である。
- トルコ：両国間の国境を直接越える鉄道は存在しないが、バクー＝トビリシ＝カルス鉄道がジョージア経由で両国を結ぶ[3]
- トルクメニスタン：両国間の国境を直接越える鉄道は存在しないが、新バクー港からトルクメンバシ駅を結ぶ鉄道連絡船がある。